# Lago Bandion
Il Lago Bandion è un minuscolo lago alpino situato sulla destra orografica del torrente Boite nel comune di Cortina d'Ampezzo.

## Geografia
Lo specchio d'acqua giace tra i villaggi di Ronco, Cadelverzo di Sotto e Maderla su un terreno di origine franosa estremamente arido e poco adatto all'agricoltura. Per tale ragione, la zona non è mai stata sfruttata a fini agricoli e si presenta oggi coperta da una selva di larici e da un fitto sottobosco. Sulle sue sponde, attorniate da una radura di ridotte dimensioni, sorgono solo un'abitazione ed una casetta in legno. La sorgente che alimenta il lago è situata pochi metri a monte, mentre l'estuario è assente a causa dell'alta permeabilità del suolo, attraverso il quale l'acqua del lago viene filtrata e confluisce nel Boite.

## Origini del nome
Il lago trae il suo nome da quello del bosco circostante, detto appunto "Bandion". Il toponimo è di probabile origine longobarda e potrebbe derivare da bannum, termine che indica multa o proibizioni. Una spiegazione plausibile sarebbe che il bosco fosse protetto dal taglio e che fosse comminata una multa ai trasgressori di tale regola.

## Storia

### Villalonga
La tradizione locale parla di un antico villaggio, chiamato Villalonga, che sarebbe stato sepolto in tempi antichi da una frana distaccatasi dalle crode incombenti sulla vallata. Riguardo ai dettagli di tale avvenimento, vengono tramandate diverse versioni.
Secondo Pietro Alverà, i macigni staccatisi dalla Tofana avrebbero travolto nottetempo alcune case, mentre tutti gli altri aneddoti riguardanti l'episodio sarebbero da ritenersi frutto di fantasia. Arguisce inoltre che il paese non dovesse chiamarsi Villalonga, ma forse Platea o Masarié, nomi di luoghi abitati della zona non più esistenti da lui riscontrati nelle sue ricerche. Riferisce inoltre che ai tempi della stesura del libro (concluso nel 1924) si trovavano ancora attorno al lago vestigia di edifici, da lui ritenuti posteriori al XV secolo.
Amelia Menardi Illing afferma che il villaggio fu sepolto all'una di notte del 21 settembre del 1434 e che solo una ragazza scampò al disastro.

### Età contemporanea
Alla fine dell'Ottocento sulle sponde del lago fu costruita una piccola osteria con tanto di pista per il gioco delle bocce dalla famiglia Menardi Nando. Successivamente riedificata, sussiste ancora oggi come abitazione privata.